# Anna Llanos-Antczak
Anna Llanos-Antczak – polska politolożka, doktor habilitowana nauk społecznych.

## Życiorys
W 2002 ukończyła studia na Uniwersytecie Warszawskim, 21 lutego 2007 obroniła pracę doktorską Kształtowanie się tożsamości narodowej wspólnot autonomicznych w Hiszpanii (promotor: Tadeusz Mołdawa). 26 kwietnia 2013 habilitowała się na podstawie pracy zatytułowanej Role międzynarodowe Unii Europejskiej. Aspekty teoretyczne. Została zatrudniona na stanowisku profesora nadzwyczajnego w Wyższej Szkole Finansów i Zarządzania w Warszawie na Wydziale Nauk Społecznych i w Akademii Finansów i Biznesu Vistula. Pełniła także funkcję prorektora Akademii Ekonomiczno-Humanistycznej w Warszawie.